# Първа персийска инвазия в Гърция
Първата персийска инвазия в Древна Гърция, по време на Гръко-персийските войни започва през 492 г. пр. Хр. и приключва с решителна гръцка победа в битката при Маратон през 490 г. пр. Хр. Инвазията се състои от два различни похода и е извършена по заповед на Дарий I основно за да накаже Древна Атина и Еретрия, оказали помощ на своите сънародници под персийска власт в бунта на йонийските градове. Изпратени са посланици в различни области на Гърция с искане „да дадат земя и вода“, т.е. да се подчинят. Повечето се съгласяват, но в Спарта и Атина посланиците са убити. Това дава началото на войната.
Първата кампания през 493 г. пр. Хр. е предвождана от Мардоний. Огромната персийска армия под негово командване покорява Тракия и печели победа след победа, но в една от битките Мардоний е ранен. В същото време персийската флота се насочва към бреговете на Древна Македония, но морска буря разбива флотата на Мардоний близо до полуостров Атон. Според Херодот, персите загубват 300 кораба и 20 000 души. Раняването на Мардоний и загубата на флотата край Атон го принуждават да се прибере в Мала Азия..
Дарий изпраща пратеници до всички части на Гърция, като изисква пълно подчинение. Голям брой полиси се съгласяват, разтревожени от заплахата: Македония, Тесалия, Беотия, Егина и Аргос признават върховната власт на персите. В Атина обаче хвърлят пратениците от висока скала, а в Спарта – в кладенец.
През 490 г. пр. Хр. персите предприемат втора военна кампания. Начело на флота е опитният военачалник Датис, а сухопътната армия се командва от Артаферн – племенник на Дарий. Флотата се насочва отначало към Наксос, който е опожарен, след това към Цикладските острови и ги подчинява, накрая атакува Евбея. Еретрия е обсадена и не след дълго унищожена, а населението поробено. Персийските кораби извършват десант на източния бряг на Атика в Маратонската равнина.
При Маратон обединената армия на гърците постига победа срещу по-многобройните перси в легендарна битка на 12 септември 490 пр.н.е. Това поражение става причина за оттеглянето на персите. По данни на Херодот от атиняните загиват 192-ма, а от персите 6400 войници. Персийският флот се опитва да превземе Атина, но е принуден да се оттегли. Все пак Ахеменидска Персия постига част от целите си, наказвайки Наксос и Еретрия и покорявайки нови територии, в частност Македония, която заставя напълно да се подчини. Дарий се подготвя за много по-голяма инвазия, но вътрешни проблеми в империята забавят новата експедиция. След смъртта му задачата е оставена на сина му Ксеркс, който започва втората персийска инвазия в Древна Гърция през 480 г. пр. Хр.